# 三號鎮區 (堪薩斯州哈珀縣)
三號鎮區（英語：Township 3）是位於美國堪薩斯州哈珀縣的一個行政鎮區。

## 地方資料
三號鎮區的面積為384.37平方千米，當中陸地面積為382.67平方千米，而水域面積為1.70平方千米。根據2010年美國人口普查的數據，當地共有人口300人，而人口密度為每平方千米0.78人。

## 外部連結
- US-Counties.com
- City-Data.com （页面存档备份，存于）